# Pfarrhaus (Dirlewang)

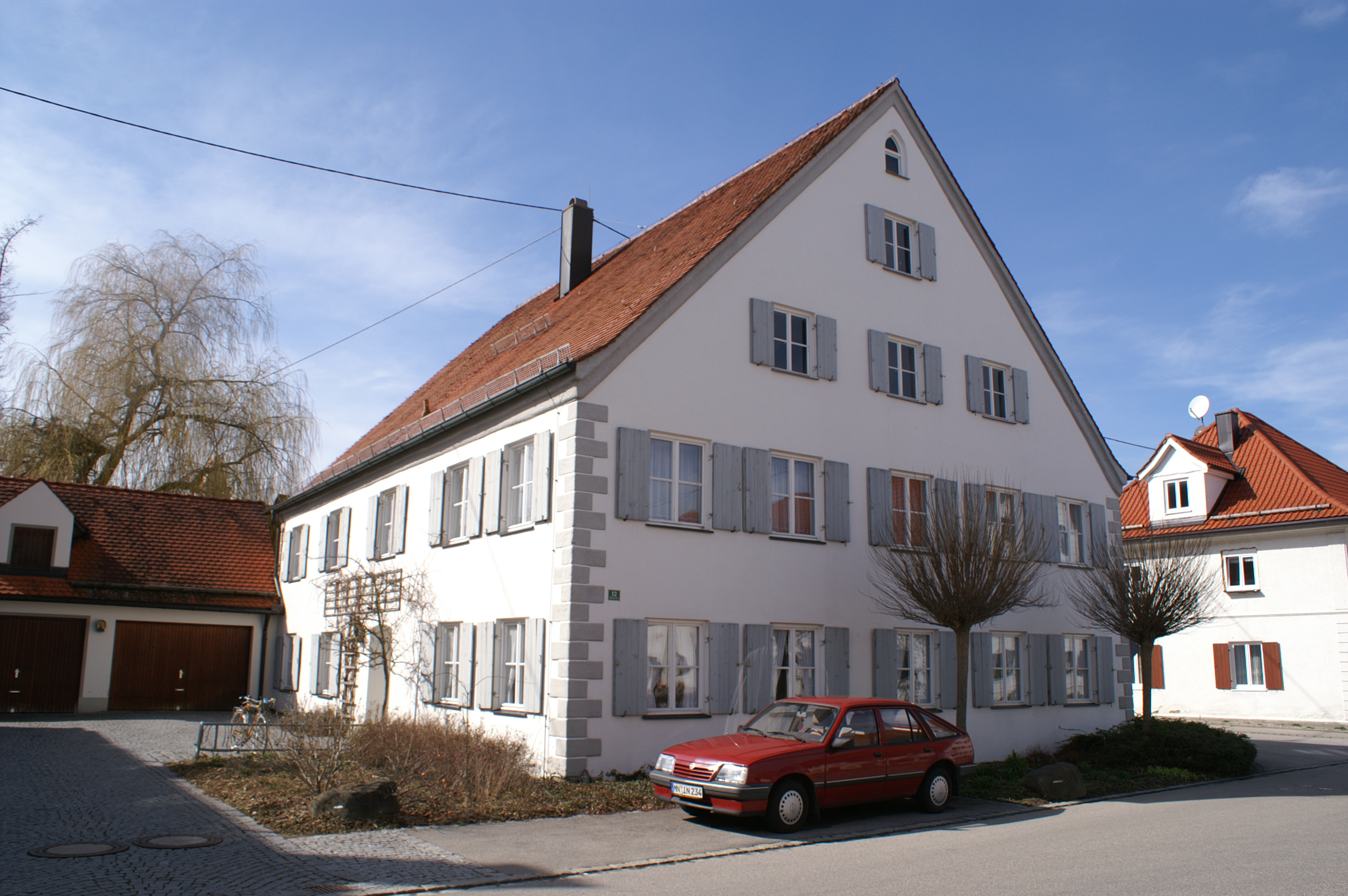
Pfarrhaus in Dirlewang

Das Pfarrhaus in Dirlewang, einer Gemeinde im Landkreis Unterallgäu im bayerischen Regierungsbezirk Schwaben, wurde um 1730 errichtet. Das Pfarrhaus an der Mühlbachstraße 12 ist ein geschütztes Baudenkmal.

## Beschreibung
Der zweigeschossige Satteldachbau mit profiliertem Traufgesims und verschaltem Westgiebel wurde vom Maurermeister Johann Merk aus Mindelheim und Zimmermeister Christoph Schott aus Dirlewang errichtet. Das Gebäude mit Eckquaderung besitzt fünf zu fünf Fensterachsen. Im Erdgeschoss verläuft ein Mittelflur, im Obergeschoss ein Mittelgang der Länge nach. Im südöstlichen Eckzimmer des Obergeschosses sind Stuckaturen aus der Zeit um 1760/70 erhalten. Der Dachstuhl des Gebäudes stammt aus der Erbauerzeit und weist am Kehlbalken des östlichen Binders die römische Jahreszahl MDCCXXX auf.